# Sepik-Ramu jezici
Sepik-Ramu jezici, ime nekadašnje jezične porodice s Nove Gvineje koja je buhvaćala (100) papuanskih jezika koji se govore u Papui Novoj Gvineji. Porodica se sastojala od nekoliko skupina, to su: 
A) Gapun jezici (1) Papua Nova Gvineja: taiap.
B). Leonhard Schultze jezici (6):
b1. Papi (2) Papua Nova Gvineja: papi, suarmin.
b2. Walio (4) Papua Nova Gvineja: pei, tuwari, walio, yawiyo.
C) Nor-Pondo jezici (6) Papua Nova Gvineja:
c1. Nor (2): murik, kopar.
c2. Pondo (4): angoram, chambri, tabriak, yimas.
D) Ramu jezici (37)
d1. Ramu vlastiti (28) Papua Nova Gvineja:
a. Annaberg (3) :
a1. Aian (2) :aiome, anor.
a2. Rao (1) :rao.
b. Arafundi (1) :arafundi.
c. Goam (11) :
c1. Ataitan (4) :andarum, kanggape, tanggu, tanguat.
c2. Tamolan (7) :akrukay, breri, igana, inapang, itutang, kominimung, romkun.
d. Grass (5) :
d1. Banaro (1) :banaro.
d2. Grass vlastiti (4) :abu, ambakich, ap ma, gorovu.
e. Ruboni (8) :
e1. Misegian (3) :aruamu, kire, sepen.
e2. Ottilien (5) : awar, borei, bosngun, kaian, watam.
d2. Yuat-Langam (9): 
a. Mongol-Langam (3) :langam, mongol, yaul.
b. Yuat-Maramba (6) :
b1. Maramba (1) :maramba.
b2. Yuat (5) :biwat, bun, changriwa, kyenele,  mekmek.
E) Sepik jezici (50):
e1. Biksi (2) Indonezija/Papua: kimki, yetfa.
e2. srednji sepik (16) Papua Nova Gvineja: 
a. Ndu (12) :ambulas, boikin, burui, gaikundi, hanga hundi, iatmul, koiwat, malinguat, manambu, ngala, sengo, yelogu.
b. Nukuma (3) :kwanga, kwoma, mende.
c. Yerakai (1) :yerakai.
e3. Ram (2) Papua Nova Gvineja: karawa, pouye.
e4. Ramu (1) Papua Nova Gvineja: awtuw.
e5. Tama (6) Papua Nova Gvineja: ayi, kalou, mehek, pahi, pasi, yessan-mayo.
e6. Sepik Hill (14) Papua Nova Gvineja: 
a. Alamblak (2) :alamblak, kaningra.
b. Bahinemo (7) :bahinemo, berinomo, bisis, kapriman, mari, sumariup, watakataui.
c. Sanio (5) :bikaru, hewa, niksek, piame, saniyo-hiyewe.
e7. gornji Sepik (6) Papua Nova Gvineja: 
a. Abau (1) :abau.
b. Iwam (3) : amal, iwam, yawenian (iwam, sepik).
c. Wogamusin (2) :chenapian, wogamusin.
e8. Yellow River (3) Papua Nova Gvineja: ak, awun, namia.

## Vanjske poveznice
- Ethnologue (14th)

[ Ethnologue (16th)] /
- Tree for Sepik-Ramu  Arhivirana inačica izvorne stranice od 22. listopada 2008. (Wayback Machine)